# Contea di Clarke (Alabama)
La contea di Clarke, in inglese Clarke County, è una contea dello Stato dell'Alabama, negli Stati Uniti. La popolazione al censimento del 2010 era di 25 833 abitanti. Il capoluogo di contea è Grove Hill.
Nella contea è vietata la vendita di alcolici poiché si tratta di una dry county, anche se al suo interno si trovano wet cities.

## Geografia fisica
La contea si trova nella parte sud-occidentale dell'Alabama. Lo United States Census Bureau certifica che l'estensione della contea è di 3 244 km², di cui 3 207 km² su terraferma e i rimanenti 37 km² di acque interne. Il fiume Tombigbee scorre lungo l'estremità occidentale della contea e il fiume Alabama scorre lungo la parte orientale, prima che i due si incontrino e formino il fiume Mobile all'estremità meridionale della contea. Diversi affluenti dei fiumi, tra cui Jackson, Tattilaba, Bashi e Bassett, attraversano l'area.

### Contee confinanti
- Contea di Marengo - nord
- Contea di Wilcox - nord-est
- Contea di Monroe - est
- Contea di Baldwin - sud
- Contea di Washington - sud-ovest
- Contea di Choctaw - nord-ovest

## Storia
La contea di Clarke fu creata dal governo territoriale del Mississippi il 10 dicembre 1812, da alcune terre prese dalla contea di Washington. Il nome le fu dato in onore del generale John Clarke della guerra d'indipendenza americana e politico della Georgia. L'area era rivendicata dai nativi Creek e Choctaw e i fiumi Alabama e Tombigbee erano la linea di demarcazione tra le due popolazioni. Le città non-native erano situate lungo i fiumi Alabama e Tombigbee durante i primi anni di colonizzazione; l'apertura della Federal Road portò ancora più coloni. Durante la guerra Creek del 1813-14, i coloni costruirono diversi forti nella contea di Clarke per proteggersi dagli attacchi. Nel settembre del 1813, Fort Sinquefield fu teatro di un attacco da parte di un gruppo bellico di Creek in cui furono massacrati diversi coloni. I Creek cedettero le loro terre della contea nel trattato di Fort Jackson nel 1814, e i Choctaw cedettero le loro terre nel Trattato di Dancing Rabbit Creek nel 1830.
Durante la guerra civile, la contea sostenne gli Stati Confederati d'America con 10 brigate, per un totale di circa 1.100 uomini. Le strutture di costruzione navale e una segheria a vapore di Oven Bluff rifornivano la Confederazione di cannoniere e materiali da costruzione. Mentre il settore agricolo precipitò in seguito alla guerra civile, l'industria forestale, aiutata dalla fondazione della Mobile and Birmingham Railroad, divenne l'industria di punta della contea.

## Società

### Evoluzione demografica
Abitanti censiti (migliaia)

Grafico delle fasce di età in base al censimento del 2000

Secondo il censimento del 2000 la composizione etnica della città è 55.94% bianchi, 43.02% neri, 0.22% nativi americani, 0.16% asiatici, 0.16% di altre razze, e 0.49% di due o più etnie. Il 0.65% della popolazione è ispanica.

## Cultura

### Istruzione
Il sistema scolastico della Contea di Clarke impiega attualmente circa 220 insegnanti che guidano più di 3.600 studenti in nove scuole. Inoltre, il Thomasville City School System impiega attualmente più di 100 insegnanti che guidano più di 1600 studenti. La contea di Clarke include anche due scuole private, frequentate da 800 studenti. L'Alabama Southern Community College, un college universitario pubblico della durata di due anni fondato nel 1965, possiede sedi universitarie sia a Thomasville che a Jackson.

## Comuni
- Carlton - cdp
- Coffeeville - town
- Fulton - town
- Grove Hill (capoluogo) - town
- Jackson - city
- Rockville - cdp
- Thomasville - city
- Whatley - cdp

## Aree non incorporate
- Alma
- Antioch
- Barlow Bend
- Bashi
- Campbell
- Dickinson
- Gainestown
- Gosport
- McEntyre
- Morvin
- Opine
- Salitpa
- Suggsville
- Tallahatta Springs
- Tattlersville
- Walker Springs

## Economia
Per i suoi primi 50 anni, la contea di Clarke era praticamente coperta di cannabis, rendendo quasi impossibile l'agricoltura di piantagione su larga scala. Nonostante ciò, gli agricoltori della contea, come quelli di tutta l'Alabama, facevano affidamento sul cotone, insieme al grano, come loro principale prodotto agricolo. Intorno al 1850, con la rimozione dei canneti, la contea vide un aumento del 55% della popolazione. Dopo la guerra civile, con il calo del valore del cotone, gli allevatori della contea di Clarke cercarono di diversificare le loro colture. All'inizio del secolo, il tonchio del bulbo rovinava la coltivazione del cotone e gli agricoltori cominciarono a coltivare avena, grano, mais, arachidi, noci pecan, piselli e patate. Molti passarono anche all'industria del legno, dato che la contea di Clarke aveva un'abbondante disponibilità di pino giallo.
Durante la Grande Depressione, l'industria forestale e l'agricoltura precipitarono. Dopo la seconda guerra mondiale, l'industria forestale ricominciò a crescere.

### Occupazione
La forza lavoro nell'odierna contea di Clarke è divisa tra le seguenti categorie professionali:
- Produzione (21,7%)
- Servizi educativi, assistenza sanitaria e assistenza sociale (18,2%)
- Commercio al dettaglio (15,6%)
- Costruzione (8,6%)
- Finanza, assicurazione, immobiliare, noleggio e leasing (5,9%)
- Trasporto, magazzinaggio e servizi di pubblica utilità (5,7%)
- Arte, intrattenimento, svago, servizi di alloggio e ristorazione (5,2%)
- Agricoltura, silvicoltura, pesca e caccia ed estrattiva (5,1%)
- Altri servizi, ad eccezione della pubblica amministrazione (4,6%)
- Pubblica amministrazione (4,1%)
- Servizi professionali, scientifici, di gestione, amministrativi e di gestione dei rifiuti (2,3%)
- Commercio all'ingrosso (1,7%)
- Informazioni (1,4%)

## Infrastrutture e trasporti

### Principali strade ed autostrade
Le principali vie di trasporto della contea sono:
- U.S. Highway 43
- U.S. Highway 84
- State Route 5
- State Route 69

### Aeroporti
Nella contea sono presenti due aeroporti pubblici: il Grove Hill Municipal Airport e il Jackson Municipal Airport.